# Colla Castellera del Baix Montseny
La Colla Castellera del Baix Montseny és una colla castellera fundada l'any 2019 a Santa Maria de Palautordera, Vallès Oriental, tot i que després van passar a assajar a Sant Celoni. És la cinquena colla castellera en actiu de la comarca. Vesteixen la camisa color blau turquesa fosc i els seus millors castells són el 3 de 6 amb el pilar, el 3 de 6 i el 4 de 6.
La colla va iniciar l'activitat l'any 2019 a Santa Maria de Palautordera, però a causa de la pandèmia de la COVID-19 el projecte no es va poder reactivar fins al mes de juny del 2022. Els primers resultats van arribar el 18 de juny de l'any següent amb el primer 3 de 6 descarregat a la Trobada de colles del Vallès Oriental a Parets del Vallès i al setembre amb el 4 de 6 descarregat a Figueres per la diada d'aniversari de la Colla Castellera de Figueres. La temporada culmina el 15 d'octubre a la seva diada de bateig a Santa Maria de Palautordera amb la primera diada completa de castells de sis i l'estrena del 3 de 6 amb l'agulla.